# Marco Santucci
Marco Santucci (Arezzo, Italia, 9 de agosto de 1974) es un historietista italiano.

## Biografía
A los 16 años de edad, conoció a los también aretinos Fabio Civitelli y Marco Bianchini, quienes lo ayudaron a mejorar su estilo. Cuatro años después, debutó dibujando la miniserie del superhéroe Nembo, editada por la editorial Phoenix. En los años siguientes, ilustró Samuel Sand para Star Comics y colaboró con Marco Bianchini realizando los lápices de algunas historias de Mister No de la editorial Bonelli. Al mismo tiempo, se desempeñó como docente de la "Scuola internazionale di comics" de Florencia.
Junto a otros socios fundó el Arcadia Studio, que se ocupa de historietas y animación, donde desarrolla tanto la actividad de dibujante como la de guionista. Mediante este estudio realizó el cómic de ciencia ficción Termite Bianca, editado por Vittorio Pavesio Productions.
En 2005 empezó a colaborar con la Bonelli, para la que realizó un episodio de la historieta del Oeste Tex junto a Bianchini. Posteriormente entró a formar parte del equipo de otro cómic de esta editorial, el cómic de terror Dampyr.
A partir de 2008 dibujó algunas historias para la Marvel Comics, como Secret Invasion: Spider-Man, X-Factor, Siege: Spider-Man o la miniserie Captain America: Forever Allies.
Para el mercado francés ilustró, en pareja con Axel Gonzalbo, dos álbumes de La Mandragore de la editorial Soleil, con textos de Sylvain Cordurié.